# Selina Büchel
Selina Büchel (Suiza, 26 de julio de 1991) es una atleta suiza especializada en la prueba de 800 m, en la que consiguió ser campeona europea en pista cubierta en 2017.

## Carrera deportiva
En el Campeonato Europeo de Atletismo en Pista Cubierta de 2017 ganó la medalla de oro en los 800 metros, con un tiempo de 2:00.38 segundos que fue récord nacional suizo, por delante de la británica Shelayna Oskan-Clarke y la islandesa Aníta Hinriksdóttir.